# Marijan Kelava
Don Marijan Kelava' (13. kolovoza 1870. – 25. ožujka 1934.), hrvatski katolički svećenik, kulturni djelatnik i narodni preporoditelj iz Bosne i Hercegovine, biskupski konzistorijalni savjetnik i generalni vikar

## Životopis
Rodio se 1870. godine. Zaredio se nakon obnove redovite crkvene hijerarhije u BiH 1881. godine. 
Godine 1899. osnovana je katolička župe u Nevesinju, a biskup Paškal Buconjić imenovao je Kelavu za prvoga župnika ove župe. Don Marijan je ujedno na području Mostarsko-duvanjske biskupije bio prvi svjetovni svećenik. Odmah po dolasku u župu i dolasku u Nevesinje, suočio se s bijedom u kojoj su živjeli tamošnji ljudi. To ga nije obeshrabrilo i iste 1899. je uz pomoć svojih župljana sagradio prostranu župnu kuću, da bi se iz Nevesinja podizala župa. Zatim se tražilo pogodnu lokaciju za gradnju crkve i našlo ju se na uzvišici zvanoj Megdan, neposredno uza župnu kuću i kupilo se to zemljište. Buduća arhitektonska ljepotica po projektu arhitekta Maximiliana Davida životno je djelo župnika don Marijana Kelave. Od 1901. do 1903. građena je ta crkva Uznesenja BDM. 
Unatoč nesklonosti vlasti, nevesinjski su Hrvati su nastojali ostati i opstati na svome, a uz hrvatska nacionalna društva don Marijan Kelava pomogao je da nevesinjski Hrvati očuvaju svoj nacionalni identitet - jezik, kulturu, običaje, ali svakako i svoju vjeru. Za Kelavina župnikovanja u Nevesinju, osnovana je Hrvatska seljačka zadruga, prva takve vrste u Hercegovini. Hrvatska čitaonica u Nevesinju osnovana je 16. svibnja 1911. i Kelava je bio među suosnivačima. 
Župnik je 1911. bio fra Ambro Miletić.
Župnik u nevesinjskoj župi Uznesenja BDM bio je do 1908., kad je premješten u Studence. Tada je nevesinjska župa praktično povjerena Hercegovačkoj franjevačkoj provinciji. Sposobnog organizatora biskup Buconjić premjestio je u novoosnovanu župu Presvetoga Srca Isusova u Studencima, osnovanu u lipnju 1908. godine. Prvo je stanovao u iznajmljenoj kući, a jeseni iste godine sagradio je župnu kuću u čijem je podrumu služio bogoslužje. U godinama što su uslijedile započeo je radove za izgradnju crkve, koje je prekinuo Prvi svjetski rat. Crkva je dovršena za župnikovanja drugog župnika.
Umro je 1934. godine. 
Pokopan je na groblju Šoinovac u Mostaru.